# Eric Prydz
Eric Sheridan Prydz (Provincia de Estocolmo; 19 de julio de 1976), también conocido bajo numerosos alias como Pryda o Cirez D, es un DJ, remezclador y productor sueco de música house y techno. Saltó a la fama en 2004 por su canción «Call On Me», y tuvo un éxito continuo en las listas musicales con «Proper Education» en 2007, «Pjanoo» en 2008, y «Opus» en 2015. En 2017, fue galardonado como «El DJ del año» en los Electronic Music Awards.

## Carrera musical
En 2004, aparece con el sencillo «Call on Me», alcanzando la cima de los UK Singles Chart del Reino Unido y manteniéndose allí por cinco semanas. Además el sencillo se coloca en el puesto número 1 de las listas de Alemania, manteniéndose en el German Top-100 durante seis semanas consecutivas. Además de este sencillo, otro notablemente exitoso fue el remix cover del clásico de Pink Floyd, «Another Brick in the Wall», titulado «Proper Education», por el cual obtuvo una nominación a los Premios Grammy a la mejor grabación remixada, no clásica en el año 2008.
En el verano de 2008 lanza el sencillo «Pjanoo», el cual se convierte en un éxito en el Reino Unido, llegando a la posición número 2 solo con canciones descargadas. Este corte además fue utilizado en el tráiler principal de una expansión del famoso Grand Theft Auto IV.
Hasta hace poco, Prydz sólo hacía sus presentaciones en Europa y sus alrededores ya que sufría de aerofobia. En diciembre de 2008, Prydz se vio obligado a cancelar varias fechas en Australia, Nueva Zelanda y Malta, después de los ataques de pánico le impidió abordar el vuelo de ida.
Eric iba a formar parte en el grupo Swedish House Mafia, pero estos planes se cancelaron cuando se trasladó a Londres. Aun así ha colaborado con ellos en varias producciones.
A principios de 2011 lanza su re-edit vocal de Niton (The Reason) y fue muy aceptada por sus seguidores.
En septiembre de este mismo año ha lanzado el sencillo «2Night», que ha alcanzado en N.º 1 en la lista Top de Beatport. El tema utiliza pianos y bajos muy clásicos de sus sonidos Pryda. Este tema lo consideran muchos de sus seguidores como "el hermano mayor de Pjanoo".
Aunque es conocido por sus sencillos "Call On Me", "Proper Education", "Pjanoo" , "Niton (The Reason)" "2night" o "Everyday" o "Allein" , suele considerársele un DJ y productor no-comercial, donde lanza temas en sus 3 discográficas; en Mouseville, con sonidos Techno y Dub, bajo el sobrenombre Cirez D; en Pryda Recordings, con sonidos de Electro House y Progressive, bajo el seudónimo "Pryda"; y Pryda Friends, en los que ha trabajado en conjunto con otros grandes productores. También esta última ha lanzado la carrera profesional de jóvenes productores hasta entonces desconocidos como Jeremy Olander, André Sobota, o Fehrplay entre otros, y varios años atrás, hizo colaboraciones con artistas como Axwell (AxEr), Sebástien Léger, y Henrik B. En 2013, vuelve a ser nominado a los Premios Grammy a la Mejor grabación remixada por su versión de «Midnight City» para la banda francesa M83. En ese mismo año, realizó su Essential Mix para la BBC Radio 1, la cual fue nombrada como la mejor sesión del año.
La obra musical de Eric ha influido directa e indirectamente en el panorama musical electrónico, siendo una fuerte influencia en innumerables artistas de renombre, como Avicii, y otros muchos se han declarado seguidores y fanáticos de Prydz, como Nicky Romero. El estilo "Pryda" se ha convertido en un estilo que muchos productores han imitado o han utilizado con base al desarrollo de su propio estilo, lo que lo ha definido como una corriente alternativa en la música electrónica de baile actual, la cual ha sido influida masivamente por el sonido "EDM" en su fase más comercial; esto supone una "vía de escape" a muchos productores que intentan embarcarse en un sonido más orientado al club, el groove y el sonido underground, en un momento donde el sonido estridente, repetitivo y masivo ha inflado el mercado digital (Beatport).
Últimamente ha estado perdiendo su fobia a volar en avión ya que se mudó a Estados Unidos, y cada un cierto tiempo toma vuelos desde América a Europa y viceversa, y en marzo se presentó en Australia y en Asia.
En su aparición en el Ultra Music Festival 2014 realizado en Miami, presenta un nuevo remix, esta vez para CHVRCHΞS con la canción "Tether" (Eric Prydz Prívate Remix) la cual fue aclamada por sus seguidores. Esta versión fue lanzada oficialmente en febrero de 2015. En este mismo año lanza «Generate» y «Opus». Este último le da nombre a su segundo álbum de estudio lanzado en febrero de 2016 que cuenta con 19 pistas. A modo de sencillo promocional presentó «Breathe», su colaboración con Rob Swire.
Desde 2018, es conocido por su show audiovisual HOLO en el que genera imágenes tridimensionales gigantes y muy realistas sobre el escenario.

## Eric Prydz Presents Pryda
Después de ocho años llevando varios sellos a sus espaldas, en 2012 lanzó un álbum triple titulado Eric Prydz Presents Pryda que contiene trece pistas que nunca publicó y que ha terminado y lanzado a petición de sus fanes, además de dos sesiones retrospectivas grabadas por él. Las pistas hacen un reflejo de la carrera de Pryda, su sello más reconocido, desde su comienzo en 2004 hasta hoy día.

## Discografía

### Álbumes
- 2012: Eric Prydz Presents Pryda [Virgin Records]
- 2016: Eric Prydz - Opus [Virgin Records]

### Sencillos y EP
2001:
- Bass:ism / Groove Yard (Marcus Stork + Eric Prydz)
- By Your Side / Mr. Jingles (Eric Prydz)
- Vacuum Cleaner / Chord Funk (Groove System)

2002:
- EP1
  - Chasing It
  - On The Strip

- EP2
  - Tha Get Down
  - Tonight
  - Deeper Still

- Sunlight Dancing (Sheridan)
- Wants vs. Needs (Sheridan)
- Seashells (Moo)
- Don't Stop / Steam Machine / Always Searching (The Dukes of Sluca, con Andreas Postl)

2003:
- Dirty Souls / Fear tha Pimps / Back to the Groove (Hardform)
- Jonico (Mediterranien Mix) (Moo with Luciano Ingrosso)
- Sunset at Keywest (Moo)
- Mighty Love (The Dukes of Sluca vs. Apollo)
- EP3 (Eric Prydz)
  - Slammin'
  - Inner Space
- Sunrize (A&P Project feat. Zemya Hamilton)
- Diamond Girl / It's Over / W-Dizco (Cirez D)

2004:
- In & Out (Eric Prydz Feat. Adeva)
- Call on Me (Eric Prydz)
- Woz Not Woz (Eric Prydz & Steve Angello)
- High on You (Sheridan)
- Human Behaviour / Lesson One (Pryda)
- Spooks / Do It (Pryda)
- Control Freak / Hoodpecker (Cirez D)
- Deep Inside (Cirez D)

2005:
- Nile / Sucker DJs (Pryda)
- Aftermath / The Gift (Pryda)
- Knockout / Lost Love (Cirez D)
- Re-Match / B-Boy (Cirez D)
- Teaser / Lollipop (Cirez D)

2006:
- 123 / 321 (AxEr aka Axwell & Eric Prydz)
- Punch Drunk / Copyrat (Cirez D)
- Mouseville Theme (Cirez D)
- Fatz Theme / Flycker (Sheridan)
- Proper Education (Eric Prydz vs. Floyd)
- Remember / Frankfurt (Pryda)

2007:
- Horizons / Tigerstyle (Cirez D)
- Genesis (Pryda)
- RYMD / Armed (Pryda)
- Ironman / Madderferrys (Pryda)
- Muranyi / Balaton (Pryda)
- Europa / Odyssey (Pryda)

2008:
- Pjanoo (Eric Prydz) / F12 (Pryda)
- Evouh / Wakanapi / Rakfunk (Pryda)
- Läget? (Cirez D)
- Stockholm Marathon / The Journey (Cirez D)

2009:
- Animal / Miami to Atlanta / Loaded (Pryda)
- Melo / Lift / Reeperbahn (Pryda)
- Waves / Alfon (Pryda)
- The Tunnel / Raptor (Cirez D)
- On Off / Fast Forward (Cirez D)

2010:
- Inspiration / RYMD 2010 (Pryda)
- Viro / EMOS (Pryda)
- M.S.B.O.Y. / The End (Pryda)
- Niton / Vega (Pryda)
- Illusions / Glimma (Pryda)
- Glow (Cirez D)
- Bauerpost / Glow (In the Dark Dub) (Cirez D)
- The Tumble / EXIT (Cirez D)

2011:
- Niton (The Reason) (Con vocales de Jan Burton)
- Full Stop (Cirez D)
- Tomorrow / Sirtos Madness (Cirez D with Acki Kokotos)
- Mokba (Cirez D)
- Mirage / Juletider / With Me (Pryda)
- 2Night (Eric Prydz)

2012:
- Allein (Pryda)
- SW4 (Pryda)
- Tijuana (Pryda)
- Every Day (Eric Prydz)
- We Are Mirage (Eric Prydz vs. Empire of the Sun)
- Recomondos / Bergen (Pryda)

2013:
- Power Drive (Pryda)
- Thunderstuck / Drums in the Deep (Cirez D)
- Layers / Rotonda (Pryda)
- LYCKA / F.A.T. (Pryda)

2014:
- Liberate (Eric Prydz)
- Accents" / "Revolution (Cirez D)
- Mija / Origins / Backdraft / Axis (Pryda)
- Ruby (Cirez D)

2015:
- Tether (Eric Prydz vs. CHVRCHΞS)
- Generate (Eric Prydz)
- Opus (Eric Prydz)
- Pryda 10 Vol I,II,III (Pryda)
- Vol D (Cirez D)

2016:
- Breathe (Eric Prydz feat. Rob Swire)
- Last Dragon (Eric Prydz)
- In the Reds / Century of the Mouse (Cirez D)
- Blacklash / The Tournament (Cirez D)
- Choo / The Future / The End is Just the Beginning (Pryda)
- Lillo (Pryda)

2017:
- Tonja EP (Tonja Holma)
  - Trippleton
  - Spanish Delight
  - Loco
  - Global
- The Accuser (CIREZ D)
- Stay with Me (Pryda)

2018:
- Elements / Obsessive Progressive / The HoaX / Project L.O.V.E (Pryda)
- Dare U / The Glitch / Black Hole (CIREZ D)

2019:
- PRYDA 15 VOL I (Pryda)
- PRYDA 15 VOL II (Pryda)
- PRYDA 15 VOL III (Pryda)

2020:
- Valborg / The Raid (Cirez D)
- Nopus (Eric Prydz)

2021:
- All Night (Tonja Holma)

2023:
- The Return / Of Me (Pryda)

### Remixes
2002:
- Outfunk – Echo Vibes (Eric Prydz Remix)
- Star Alliance – PVC (Eric Prydz Remix)
- Par-T-One vs. INXS – I'm So Crazy (Eric Prydz Remix)

2003:
- Harry's Afro Hut – C'mon Lady (Eric Prydz Remix)
- Outfunk – Lost in Music (Eric Prydz Remix)
- Steve Angello – Voices (Eric Prydz Remix)
- Snap! vs. Motivo – The Power (Of Bhangra) (Eric Prydz Remix)
- M Factor – Come Together (Eric Prydz Remix)
- The Attic – Destiny (Eric Prydz Remix)
- Futureshock – Pride's Paranoia (Eric Prydz Remix)
- Oliver Lieb & Shakeman Pres. Smoked – Metropolis (Eric Prydz Remix)
- Pet Shop Boys – Miracles (Eric Prydz Remix)
- Aloud – Sex & Sun (Eric Prydz Remix)

2004:
- Duran Duran – (Reach Up for The) Sunrise (Eric Prydz Remix)
- The Shapeshifters – Lola's Theme (Eric Prydz Remix)
- Mutiny & Lorraine Cato – Holding On (Eric Prydz Remix)
- Alter Ego – Rocker (Eric Prydz Remix)

2005:
- Axwell - Feel the Vibe (Eric Prydz Remix)
- Howard Jones – And Do You Feel Scared? (Eric Prydz Remix)
- Inner City – Good Life (Eric Prydz Edit)

2006:
- Switch – A Bit Patchy (Eric Prydz Remix)
- Paolo Mojo – 1983 (Eric Prydz Remix)
- Double 99 – R.I.P. Groove (Cirez D Remix)
- Michael Jackson – Thriller (Eric Prydz Bootleg)
- Duran Duran – Nice (Eric Prydz Bootleg)

2007:
- Jamiroquai – Feels just like it should (Cirez D Remix)
- Arno Cost & Arias Vs. Robin S. – Show Me Magenta (Axwell & Eric Prydz Chariots Re-edit Mash Up)
- Sven Väth – The Beauty & The Beast (Eric Prydz Re-edit)

2008:
- Christian Smith & John Selway – Total Departure (Cirez D Remix)
- Paolo Mojo & Jim Rivers – Ron Hardy Said (Eric Prydz Remix)

2009:
- Sébastien Léger – The People (Eric Prydz Remix)
- Calvin Harris – Flashback (Eric Prydz Remix)

2010:
- Faithless – Not Going Home (Eric Prydz Remix)
- Felix da Housecat – Thee Anthem (Eric Prydz Remix)
- Polarkreis 18 - Allein Allein (Eric Prydz Remix)

2011:
- Eric Prydz feat. Jan Burton – Niton (The Reason) (Pryda 82 Mix)
- Depeche Mode – Never Let Me Down Again (Eric Prydz Remix)
- Depeche Mode – Personal Jesus (Eric Prydz Remix)
- Digitalism – Circles (Eric Prydz Remix)
- Henry Saiz & Guy J – Meridian (Pryda Remix)

2012:
- M83 – Midnight City (Eric Prydz Private Remix)

2014:
- Sailor & I - "Turn Around (Ame Remix)" (Pryda Re-Remix)
- deadmau5 - The Veldt feat. Chris James (deadmau5 vs Eric Prydz Edit)

2015:
- Faithless - "Not Going Home 2.0" (Eric Prydz Remix)

2017:
- Cirez D - "On Off" (Pryda Remix)

2018:
- Beton ft. Wevie Stonder – Directions (The Cirez D Edit)

2019:
- CamelPhat X Cristoph feat. Jem Cooke – Breathe (Eric Prydz Remix)

2022:
- Anyma & Chris Avantgarde – Consciousness (Eric Prydz Remix)

## Ranking DJmag
| DJ         | 2005  | 2006  | 2007 | 2008 | 2009 | 2010 | 2011 | 2012 | 2013 | 2014 | 2015 | 2016 | 2017 | 2018 | 2019 | 2020 | 2021 | 2022 |
| ---------- | ----- | ----- | ---- | ---- | ---- | ---- | ---- | ---- | ---- | ---- | ---- | ---- | ---- | ---- | ---- | ---- | ---- | ---- |
| Eric Prydz | 187.º | 123.º | 36.º | 21.º | 34.º | 30.º | 46.º | 52.º | 54.º | 60.º | 57.º | 66.º | 34.º | 20.º | 17.º | 22.º | 31.º | 29.º |
| Fuente:    |       |       |      |      |      |      |      |      |      |      |      |      |      |      |      |      |      |      |